# Місництво

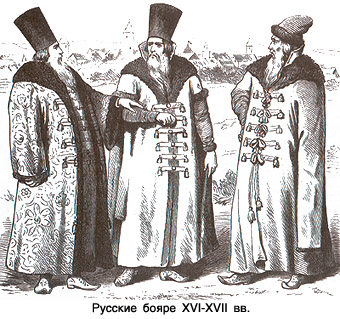
Бояри

Мі́сництво (рос. Местничество) — у Московському царстві порядок займання державних посад боярами залежно від знатності роду, його походження та службового становища предків.
У сучасному вжитку «місництво» означає додержання вузькомісцевих інтересів на шкоду загальній справі, справі держави.
В СРСР термін «місництво» вживався в офіційній пресі для шельмування «українського буржуазного націоналізму».